# Rhesala ragazzii
Rhesala ragazzii là một loài bướm đêm trong họ Noctuidae.